# Delcídio do Amaral
Delcídio do Amaral Gómez (Corumbá, 8 de febrero de 1955) es un político brasileño, exsenador de Mato Grosso do Sul. Ingeniero electricista, participó en la construcción y montaje de la Fábrica de Tucuruí, en el Pará.

## Carrera
Tras vivir dos años en Europa, trabajando para la Shell, Delcídio Amaral volvió a Brasil. Fue director de la Eletrosul en 1991, responsable por la planificación energética de la región sur.
En marzo de 1994 ocupó la secretaría ejecutiva del Ministerio de Minas y Energía, donde permaneció hasta septiembre. A finales del gobierno Itamar Franco fue ministro de Minas y Energía, de septiembre de 1994 a enero de 1995. 
En el gobierno Fernando Henrique Cardoso, fue director de Gas y Energía de la Petrobrás, entre 2000 y 2001, cuando trabajó con Néstor Cerveró y Paulo Roberto Costa, dos de los delatores de la Operación Lava Jato.
Algunas fuentes afirman que fue afiliado al PSDB, entre 1998 y 2001. Otras afirman que él habría firmado la ficha de filiación al partido, pero esta nunca habría sido homologada.  En 2001 se aproximó al PT y se hizo secretario de infraestructura del entonces gobernador de Mato Grosso do Sul, Zeca do PT y, en la secuencia, apoyado por este y salió elegido para el Senado en 2002, por el PT.
En 2005 ganó proyección nacional al presidir la CPMI dos Correios, que filtró el escándalo de Mensalão. Disputó el gobierno de Mato Grosso do Sul en 2006, pero fue derrotado ya en el primer turno por André Puccinelli.
En agosto de 2009, el senador Delcídio Amaral votó por el archivo de las acciones contra el expresidente José Sarney, en una reunión del Consejo de Ética, siendo esta una determinación de su partido, el PT.
En 2014 se lanzó a candidato al gobierno de Mato Grosso do Sul por segunda vez. Acabó derrotado en segundo turno, por Reinaldo Azambuja.
En abril de 2015, fue escogido por la presidente Dilma Rousseff como líder del partido del gobierno en el Senado y en el Congreso Nacional.
En 17 de diciembre de 2015, en el Consejo de Ética Parlamentaria del Senado, le fue abierto un proceso que acabaría con la pérdida del mandato de Delcídio, prendido en la Operación Lava Jato. En 15 de marzo de 2016, después de la homologación de su delación, se desvinculó del Partido de los Trabajadores (PT).

## Prisión
Delcídio do Amaral fue detenido por la Policía Federal el 25 de noviembre de 2015, por intentar dificultar la delación premiada de Néstor Cerveró, exejecutivo de la Petrobras, sobre una supuesta participación del senador en irregularidades en la compraventa de la Refinería de Pasadena, en el estado de Texas, Estados Unidos. Según los investigadores, Delcídio llegó hasta a ofrecerle la fuga a Cerveró para que este no hiciera la delación premiada, lo que, para las autoridades se era n intento de obstrucción a la justicia. La prueba de esa tentativa es una grabación, hecha por el hijo de Cerveró, que muestra el intento del senador de confundir las investigaciones y ofertar fuga al exejecutivo para que este no hiciera la delación. Además de Delcídio de Amaral y de su jefe de gabinete, también fueron detenidos el banquero André Esteves, entonces CEO del BTG Pactual, y el abogado Edson Ribeiro, que actuó en la defensa de Néstor Cerveró.
Después de la prisión de Delcídio do Amaral, el ministro del STF, Teori Zavascki, leyó, en sesión del tribunal, las alegaciones de la PGR. En el pedido de prisión, la Procuraduría afirmaba que Delcídio llegó a ofertar R$ 50 mil mensuales para que Cerveró no citara el senador en su declaración. Según relato de Néstor Cerveró a los procuradores, Delcídio de Amaral recibió un soborno de US$ 10 millones de la multinacional Alstom (ver Escándalo del caso Alstom) cuando era Director de Petróleo y Gas de la compañía Petrobras, entre 1999 y 2001, durante el gobierno de Fernando Henrique Cardoso. En esa época, Cerveró era uno de sus gerentes.
El 19 de febrero de 2016, el ministro del STF Teori Zavascki mandó a Delcídio ser soltado, revocando su prisión preventiva. La decisión del ministro impone restricciones al senador, que tendrá que quedar en casa en el periodo nocturno y los días de folga. Tampoco puede dejar el país y tiene que presentarse a la Justicia cada quince días. Ese mismo día, el senador dejó la prisión, después de negociar un acuerdo de delación premiada con el Ministerio Público. En ese acuerdo, revelaciones importantes fueron hechas en el contexto de la Operación Lava Jato.

### Colaboración

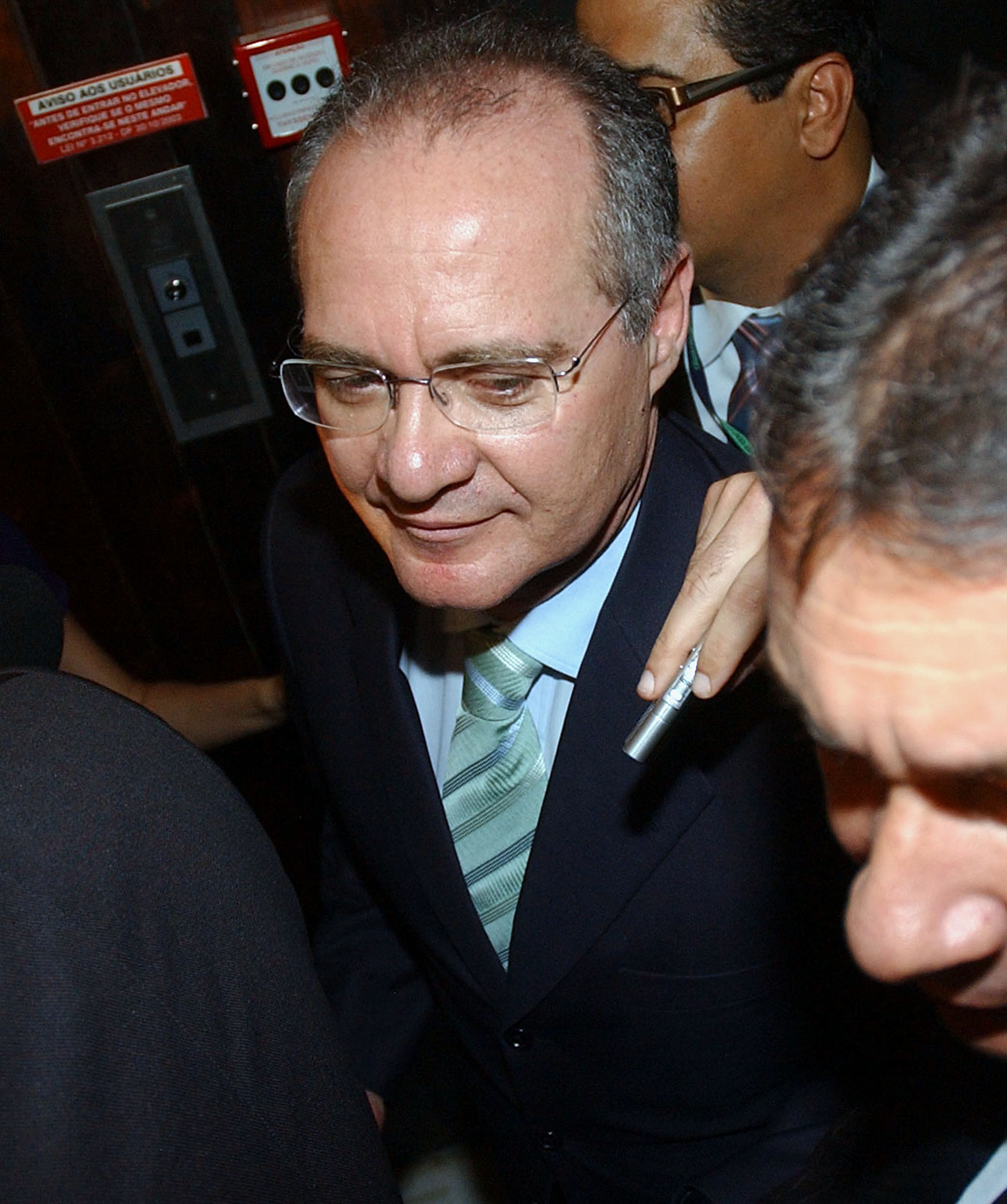
El presidente del Senado, Renan Calheiros, es uno de los nombres citados por Delcídio do Amaral.

El 3 de marzo de 2016, fue informado por la prensa que el senador había aceptado un acuerdo de "delação premiada", en la cual denuncia sobre todo interferencias en las investigaciones de la Operación Lava Jato con nombramientos de ministros para los tribunales superiores favorables a las defensas de los acusados pela presidente Dilma Rousseff,  además de denuncias envolviendo el expresidente Lula. El mismo día, el senador y su abogado divulgaron nota oficial en razón del acuerdo de confidencialidad donde afirmaban que: "A la partida, ni el Senador Delcídio, ni su defensa confirman el contenido de la materia firmada por la periodista Débora Bergamasco. No conocemos el origen, tampoco reconocemos la autenticidad de los documentos que van acostados al texto. Esclarecemos que en momento alguno, ni antes, ni tras la materia, fuimos contactados por la referida periodista para manifestarnos sobre si los hechos relatados se corresponden a la realidad."
El 15 de marzo de 2016, la delación premiada de Delcídio de Amaral fue homologada por el ministro Teori Zavascki del Supremo Tribunal Federal (STF). En la pieza, Delcídio acusó los exministros Antonio Palocci, Erenice Guerra, y Silas Rondeau, de implicación en un esquema de R$ 45 millones. Delcídio aún implicó el presidente de la Cámara, Eduardo Cuña, y el empresario André Esteves. “El presidente de la Cámara funcionaba como chico de recados de André Esteves, principalmente cuando el asunto se relacionaba a intereses del Banco BTG”, dijo el senador. Aún entre los nombres citados por Delcídio están lo del expresidente Lula; lo de la presidenta Dilma Rousseff; y los de los senadores Aécio Nieves (PSDB), Edison Lobão (PMDB), Eunício Oliveira (PMDB), Gleisi Hoffmann (PT), Humberto Costa (PT), Jader Barbalho (PMDB), Romero Jucá (PMDB), Valdir Raupp (PMDB) y lo del presidente de la Casa, Renan Calheiros (PMDB).En 10 de mayo de 2016, Delcídio tuvo el mandato cassado por Senado Federal.

### Cese
El 10 de mayo de 2016, el Senado Federal cesó el mandato del senador por 74 votos a la favor, 1 abstención, ningún voto contrario y cinco faltas. Delcídio queda inelegible por once años.
En su vacante asume su primero suplente Pedro Llaves de Santos (PSC).